# شيان غيو
شيان غيو ((بالصينية))، المعروف أيضًا بـ شنشي غيو (陕西鼓乐)، هو نوع صيني موسيقى طقوسية يتميز بفرقة من آلات النفخ والإيقاع التي أطلق عليها اسم مكان منشأها، شيان، في مقاطعة شنشي. يُطلق عليه أيضًا بشكل مضلل موسيقى طبول شيان. كان هذا النوع الشعبي، الذي تمت تدعميه من قبل مجموعات هواة قبل الستينيات، تم وضعه في قائمة التراث الثقافي اللامادي للإنسانية من اليونسكو في عام 2009.تنقسم الموسيقى إلى فئتين استنادًا إلى الأداء، الجلوس والمشي (ويتضمن الأخير الجوقة)، وإلى ثلاثة أنواع استنادًا إلى النقل، البوذية (سينغ)، والطائفة (داو)، والعلمانية (سو).
على الرغم من ارتباطها بأسرة تانغ (بسبب هيبتها وتاريخها)، إلا أن هذا النوع يشترك أكثر مع نهاية أسرة مينغ وتشينغ. كانت المجموعات تضم في السابق آلاتًا أخرى، مثل بيبا وداقين (التي تكون على الأرجح الجوتشنغ)، كما هو مشاهد في مخطوطات غونغشي. من بين الموسيقيين الشهيرين أن لايشو (أن لايشو، 1895-1977)، الراهب الداوي في معبد تشنغهوانغمياو في شيان. جمعت المخطوطات التي تم جمعها في الخمسينات إلى عام 1689، ولكن فقدت المعرفة حول كيفية أداء القطع القديمة. ازدهر هذا النوع في الثلاثينات والأربعينات، مع انتقال الفرق بين المعابد، "لكنها على نحو ضمني كانت تعامل أيضًا كمنافسة". انخفض عدد فرق الموسيقى والمعابد من جميع الأنواع بشكل كبير خلال الثورة الثقافية في الستينيات والسبعينيات، بدأت تعود أكثر كحفظ تاريخي، أو بحث أكاديمي، أو سياحة ثم كممارسة دينية في الثمانينيات.